# Perda auditiva ocupacional
Perda auditiva ocupacional (PAO) é a perda auditiva  que ocorre como resultado de acidentes de trabalho. A PAO atinge uma ou ambas as orelhas, ocorre em virtude de riscos existentes no ambiente de trabalho e é considerada um grande problema, mas que pode ser prevenido. Organizações como a Administração de Segurança e Saúde Ocupacional (Occupational Safety and Health Administration - OSHA) e o Instituto Nacional para Segurança e Saúde Ocupacional (National Institute for Occupational Safety and Health - NIOSH) trabalham com empregadores e trabalhadores para reduzir ou eliminar completamente os perigos para a audição. A perda auditiva ocupacional é uma das doenças relacionadas ao trabalho mais comuns nos Estados Unidos.
Riscos para a audição de trabalhadores incluem o ruído industrial e a exposição a produtos químicos ototóxicos. Estas exposições também podem interagir causando mais danos com a associação do que qualquer uma delas causaria por si só. Muitos produtos químicos não foram testados para a ototoxicidade, deste modo, ameaças desconhecidas podem existir.
Um  estudo feito pelo NIOSH em 2016 descobriu que o setor da mineração teve a maior prevalência de deficiência auditiva (17%), seguido pelo setor de construção (16%) e o setor de manufatura (14%). O setor de segurança pública teve a porcentagem mais baixa de deficiência auditiva (7%).
A perda auditiva induzida por ruído (PAIR) é a modalidade de perda auditiva ocupacional decorrente da exposição ao fator de risco ruído e é considerada a mais prevalente. A PAIR geralmente afeta a sensibilidade auditiva de uma pessoa nas frequências mais altas, especialmente em 4000 Hz. A PAIR é caracterizada por uma perda sensorioneural, especialmente nas altas frequências, com configuração audiométrica entalhe, pior na frequência de 4000 Hz, embora o entalhe também ocorra frequentemente em 3000 ou 6000 Hz". Os sintomas da PAIR são geralmente apresentados igualmente em ambas as orelhas. Ela é caracterizada por ser de progressão gradual conforme o tempo de exposição ao ruído e por ser irreversível. Assim, a única forma de evitá-la é por medidas preventivas. 
A  PAIR é considerada um dos agravos que mais aparece prejudicando a audição e consequentemente a saúde dos trabalhadores. Estima-se que 25% da população trabalhadora exposta seja portadora de PAIR em algum grau. Contudo, seus dados de prevalência no brasil ainda são pouco conhecidos, tal fato reforça a importância da notificação, que torna possível o conhecimento da realidade e o dimensionamento das ações de prevenção e assistência necessárias.
Equipamentos de proteção individual, controles administrativos e controles de engenharia podem ajudar a reduzir a exposição ao ruído e a produtos químicos. Empresas devem fornecer ao trabalhador equipamentos de proteção, como protetores auriculares, ou redução do ruído na fonte, ou limitar o tempo ou o nível de exposição ao ruído.

## Fundamentação
A perda auditiva ocupacional é definida como o dano a uma ou ambas as orelhas, resultante de uma exposição na ocupação da pessoa. Apesar de altos níveis de ruído serem a principal causa de perda auditiva ocupacional, há também outros fatores no ambiente de trabalho que podem promover este tipo de perda. Substâncias químicas, vibração, barotrauma, juntamente com outros perigos, podem resultar em perda de audição. As perdas auditivas afetam muitos aspectos das vidas dos trabalhadores, principalmente as interações sociais.
Dentro dos Estados Unidos da América, cerca de 10 milhões de pessoas possuem perdas auditivas relacionadas com o ruído. Mais de duas vezes esse número são ocupacionalmente expostos a níveis  perigosos de ruído. As perda auditivas foram responsáveis por uma considerável percentagem de doenças ocupacionais em 2007, em 14% dos casos.
Há muitas organizações, incluindo a Administração de Segurança e Saúde Ocupacional (OSHA) e o Instituto Nacional para Segurança e Saúde Ocupacional (NIOSH) trabalhando para entender as causas da perda auditiva ocupacional e como ela pode ser prevenida. Eles trabalham para produzir regulamentos e orientações para ajudar a proteger a audição dos trabalhadores em todas as ocupações.
No Brasil, segundo a Portaria No 1.984, de 12 de setembro de 2014, todo caso de perda auditiva ocupacional é de notificação obrigatória. No SUS, a notificação deve ser feita em Unidades Sentinelas Notificadoras de PAIR, e deve ser comunicada à Previdência Social, por meio de abertura de Comunicação de Acidente de Trabalho (CAT).

## Causas

### A exposição a ruído
A exposição a ruído pode causar danos permanentes à audição. Tanto a intensidade do ruído, como a duração da exposição podem influenciar a probabilidade de dano. O som é medido em unidades chamadas decibels, que é uma relação logarítmica entre duas potências ou intensidades. O volume é o correlato psicoacústico da intensidade sonora. A percepção do volume está relacionada à variação de pressão gerada por uma onda sonora e, portanto, à sua intensidade. Nosso sistema auditivo tem dois limites de audibilidade:
- limiar de audibilidade (mínima intensidade audível)
- limite de dor (máximo nível de intensidade audível sem danos fisiológicos ou dor).
Como o decibel é uma escala logarítmica, pequenos incrementos em decibels correspondem a grandes aumentos na intensidade.
Sons acima de 85 dB têm o potencial para causar perda permanente da audição. Zumbido nos ouvidos após sair do trabalho, é também um indicativo de que o ruído está em um nível perigoso. Trabalho agrícola, trabalho com máquinas e com construção são algumas das muitas profissões que colocam os trabalhadores em risco para perda de audição.
O atua limite de exposição permissível (LEP) da OSHA para os trabalhadores é, em média, de 90 dB para mais de 8 horas de trabalho por dia. Eles também usam uma escala de 5 dB, na qual um aumento de 5 dB para um som corresponde à quantidade de tempo que os trabalhadores podem ser expostos para uma fonte especifica de som que está reduzida pela metade. Por exemplo, os trabalhadores não podem ser expostos a um nível sonoro de 95 dB por mais de 4 horas por dia, ou sons de 100 dB por mais de 2 horas por dia. Os empregadores que expõem os trabalhadores a 85 dB ou mais por 8 horas de turno de trabalho são requisitados a fornecer exames de audição e proteção, monitorar os níveis de ruído e fornecer treinamento.
Medidores de nível de pressão sonora e os dosímetros são dois tipos de dispositivos que são utilizados para medir os níveis de ruído no local de trabalho. Os dosímetros são normalmente usados pelo empregado para medir a sua própria exposição a ruído. Outros medidores de nível de pressão sonora podem ser usados para verificar duplamente as medições do dosímetro, ou quando os dosímetros não podem ser usados pelos funcionários. Eles também podem avaliar os controles de engenharia que visam reduzir os níveis de ruído.
No Brasil há a norma regulamentadora  n.º 15 (NR-15), a qual visa garantir a segurança no trabalho e estabelece os limites de exposição ao ruído contínuo, conforme a tabela abaixo.
| Nível de ruído (dB) | Máxima exposição diária permissivel |
| ------------------- | ----------------------------------- |
| 85                  | 8 horas                             |
| 90                  | 4 horas                             |
| 95                  | 1 horas e 45 minutos                |
| 100                 | 1 horas                             |
| 105                 | 30 minutos                          |
| 110                 | 15 minutos                          |
| 115                 | 7 minutos                           |

### A exposição a produtos químicos ototóxicos
A perda auditiva induzida por produtos químicos (PAIPQ) é um resultado potencial de exposições ocupacionais. Certos compostos químicos pode ter efeitos ototóxicos. A exposição a solventes, especialmente os solventes orgânicos, metais pesados e asfixiantes, tais como o monóxido de carbono podem causar perda de audição. Estes produtos químicos podem ser inalados, ingeridos ou absorvidos pela pele. Podem acarretar em danos a orelha interna ou ao nervo auditivo.
Tanto o ruído, como a exposição a produtos químicos são comuns em muitas indústrias e ambos podem contribuir simultaneamente para a perda de audição. O dano pode ser mais provável ou mais grave se ambos estiverem presentes. Indústrias nas quais combinações de exposições podem existir incluem a construção, fibra de vidro, fabricação de metais e muitos mais.
Certos medicamentos também podem ter o potencial para causar perda de audição.
Estima-se que mais de 22 milhões de trabalhadores estão expostos a perigosos níveis de ruído, e 10 milhões estão expostos a solventes que poderiam causar perda de audição a cada ano, com um número desconhecido exposto a outros produtos químicos ototóxicos.

## Prevenção

### Os controles de engenharia
O Controle de Engenharia é o mais alto na hierarquia de métodos de redução de risco quando a eliminação do perigo não é possível. Esses tipos de controles normalmente envolvem mudanças nos equipamentos ou outras alterações para minimizar o nível de ruído que atinge a orelha do trabalhador. Eles também podem incluir medidas tais como barreiras entre o trabalhador e a fonte do ruído, abafadores, manutenção regular das máquinas, ou substituição por equipamentos mais silenciosos. Exemplos de  estratégias para o controle de ruído adotadas no local de trabalho podem ser vistas entre os vencedores do Prêmio Excelência em Som e Segurança em Prevenção da Perda Auditiva (Safe-in-Sound Excellence in Hearing Loss Prevention Awards).

### Controles Administrativos
Os Controles Administrativos, depois do controle de engenharia, são a melhor forma de prevenção da exposição ao ruído. Eles podem tanto reduzir a exposição ao ruído, como reduzir o nível de decibels do próprio ruído. Limitar a quantidade de tempo a que um trabalhador possa ficar exposto a um determinado nível de ruído não seguro, bem como criar procedimentos para a operação de equipamentos que podem produzir níveis prejudiciais de ruído, são exemplos de controles administrativos. 

### Proteção Pessoal
A eliminação ou redução de fontes de ruído ou de exposição química é ideal, mas quando isso não for possível ou adequado, o uso de equipamentos de proteção individual (EPIs), como por exemplo protetores auriculares do tipo plugue ou abafadores, pode ajudar a reduzir o risco de perda auditiva devido a exposição ao ruído. Os EPIs não devem ser usados em substituição aos controles de engenharia ou administrativos. É importante que os trabalhadores sejam apropriadamente treinados sobre o uso dos EPIs para assegurar a apropriada proteção. 
A Norma Regulamentadora 6 do Ministério do Trabalho declara que é dever da empresa ou do empregador fornecer EPIs gratuitamente aos empregados. 
Além de fornecer e treinar o trabalhador quanto ao uso correto, higienização e guarda, deve-se realizar uma avaliação do Nível de Pressão Sonora do ambiente através de dosimetria e adquirir o protetor com atenuação correta para o valor obtido conforme NRSF do fabricante.

### Profissionais que Auxiliam na Prevenção
Fonoaudiólogo: compete a esse profissional intervir nos ambientes e processos de trabalho para melhoria das condições ambientais e organizacionais, individuais ou coletivas, visando à prevenção de riscos. O profissional em conjunto com equipe de engenharia de Segurança e Medicina do Trabalho (SESMT) deve indicar e selecionar equipamentos de proteção individual (EPI), e monitorar o grau de satisfação com o uso de tais equipamentos

## História
A perda auditiva ocupacional é uma questão industrial muito atual que tem sido percebida desde a Revolução Industrial. Como a sociedade industrial continua a crescer, essa questão está se tornando cada vez mais prejudicial devido ao aumento da exposição a produtos químicos e ao ruído. Milhões de empregados têm sido afetados pela perda auditiva ocupacional, especialmente na indústria.  Países industrializados enxergam a maioria desses danos como resultantes tanto de problemas econômicos como de sustento. Apenas dentro dos Estados Unidos da América, 10 a 28 milhões de pessoas têm apresentado perda auditiva relacionada à exposição ao ruído. Raramente os trabalhadores expressam preocupações ou reclamações em relação a perda auditiva ocupacional. A fim de conseguir informação relevante, trabalhadores que têm experimentado ambientes de trabalho com altos níveis de pressão sonora são questionados em relação às suas habilidades de escuta durante atividades diárias. Quando se analisa um problema auditivo ocupacional é necessário considerar a história familiar, hobbies, atividades de lazer, e como elas podem desempenhar um papel na perda auditiva do indivíduo. 
Com o objetivo de testar a perda auditiva são usados audiômetros calibrados de acordo com os regulamentos do Instituto de Normas Nacionais Americanas (American National Standards Institute - ANSI). A Administração de Segurança e Saúde Ocupacional (OSHA) dos Estados Unidos da América exige um programa que conserve a audição quando os níveis de  ruído são maiores do que 85 dB.  Esse programa inclui: 1. "Monitoramento para acessar e registrar os níveis de  ruído." 2. "Audiometria periódica". 3. "Controle do Ruído". 4. "Manter educação e registro." A perda auditiva ocupacional é passível de prevenção.